# Ennometes lacordairei
Ennometes lacordairei is een keversoort uit de familie Callirhipidae. De wetenschappelijke naam van de soort is voor het eerst geldig gepubliceerd in 1866 door Pascoe.